# Consolea corallicola
Consolea corallicola är en kaktusväxtart som beskrevs av John Kunkel Small. Consolea corallicola ingår i släktet Consolea, och familjen kaktusväxter. Inga underarter finns listade i Catalogue of Life.